# 峨山イ族自治県
峨山イ族自治県（がざんイぞくじちけん）は中華人民共和国雲南省玉渓市に位置する自治県。

## 地理
峨山は雲南省南部に位置し、東は紅塔区、東南は通海県、南は石屏県、西南は新平イ族タイ族自治県、西北は双柏県、東北は晋寧区、北は易門県と隣接している。

## 行政区画
2街道、3鎮、3郷を管轄する。
- 街道：双江街道、小街街道
- 鎮：甸中鎮、化念鎮、塔甸鎮
- 郷：岔河郷、大龍潭郷、富良棚郷

## 歴史

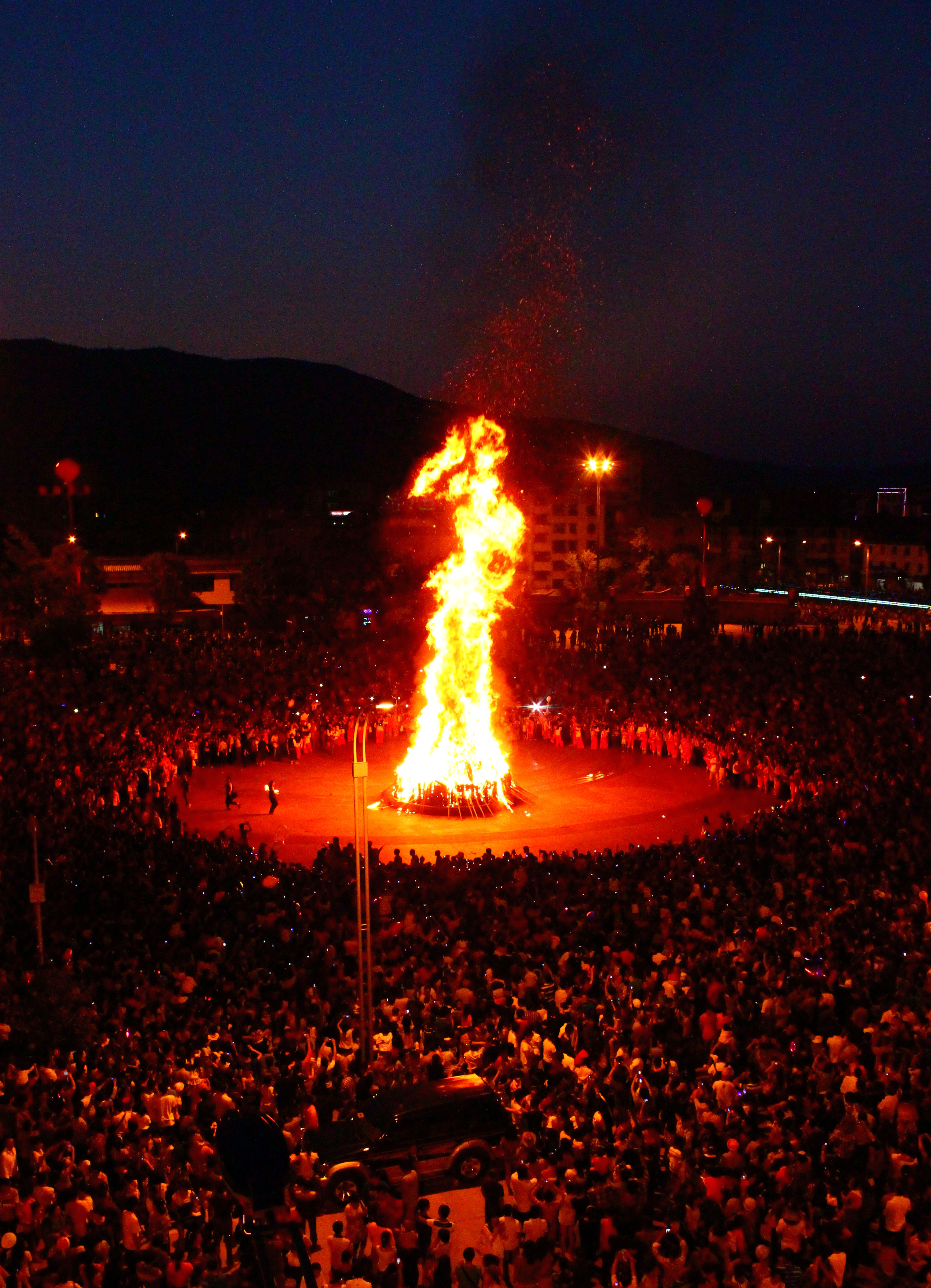
民族団結広場で行われるたいまつ祭りの様子

峨山の旧称は嶍峨である。『清史稿』によれば「嶍山」と「峨山」が存在したために命名されたとされる。
古来滇国の地であった峨山が史書に登場するのは漢代に設置された益州郡兪元県の記録である。その後唐代には南寧州絳県、南詔では通海都督府、大理では秀山郡の管轄となった。嶍峨が単独の行政区として登場するのは元代であり、1286年（至元26年）に嶍峨県が設置されたのが初見であり、現在に続いている。
民国初期の1929年、嶍峨が習悪と音が通じる事とより当時省政庁長官であった徐為光により峨山に改められ、翌年峨山県が誕生した。その後1951年5月21日に民族自治県として改編され現在に至っている。

## 経済
鉄、石炭、銅、鉛などの地下資源に恵まれた峨山は鉱業が発達している。

## 交通

### 鉄道
- 中国国家鉄路集団
  - 玉磨線

### 道路
- 高速道路
  - 昆磨高速道路
- 国道
  - G213国道